# Teoria àcid-base de Lux-Flood
En la teoria àcid-base de Lux-Flood un àcid és una substància que pot rebre anions òxid, O²¯, i una base és una substància que pot donar anions òxid. Té utilitat en les reaccions de sals fuses, en electroquímica i en geoquímica.
Aquesta teoria fou proposada pel químic alemany Hermann Lux el 1939 i ampliada posteriorment pel químic noruec Håkon Flood el 1947. Fou desenvolupada amb l'objectiu de descriure les reaccions àcid-base en sistemes no protònics, això és, en absència de composts que tenguin hidrògens, i que no poden ser descrites per la teoria àcid-base de Brønsted i Lowry que entén les reaccions àcid-base com reaccions químiques d'intercanvi de protons, H+, entre dues espècies químics (àcid i base).
Per exemple l'òxid de calci, CaO, és una base perquè pot cedir anions òxid; i el diòxid de silici, SiO₂, és un àcid perquè pot rebre anions òxid. La reacció, que es dona en estat líquid amb ambdós òxids fusos, es pot representar amb la següent equació:
Les bases de Lux-Flood en reaccionar amb aigua donen hidròxids, com per exemple l'òxid de calci, CaO, que dona l'hidròxid de calci, Ca(OH)₂:
Per contra, els àcids de Lux-Flood donen àcids en reaccionar amb l'aigua. És el cas del diòxid de silici, SiO₂, que dona àcid metasilícic, H₂SiO₃: